# Now You See Me
Now You See Me er en amerikansk film instrueret af Louis Leterrier. Jesse Eisenberg, Mark Ruffalo, Woody Harrelson, Mélanie Laurent, Isla Fisher, Dave Franco, Common, Michael Caine og Morgan Freeman ses i hovedrollerne.
Filmen havde premiere den 31. maj 2013 i USA. Trods blandede anmeldelser fra kritikerne, blev filmen en kæmpe succes, og efterfølgeren Now You See Me 2 udsendtes 9. juni 2016.

## Medvirkende
- Jesse Eisenberg som Michael Atlas
- Mark Ruffalo som Dylan Rhodes
- Woody Harrelson som Merritt Osbourne
- Mélanie Laurent som Alma Vargas
- Isla Fisher som Henley
- Dave Franco som Jack
- Michael Caine som Arthur Tressler
- Morgan Freeman som Thaddeus Bradley
- José Garcia som Etienne Forcier
- Michael Kelly som Agent Fuller
- Common som Evans